# Every Man's Dream
«Every Man's Dream» (укр. «Сон кожної людини») — прем'єрна серія двадцять сьомого сезону мультсеріалу «Сімпсони», прем'єра якої відбулась 27 вересня 2015 року у США на телеканалі «Fox».

## Сюжет
Гомер прокидається на електростанції від сигналу тривоги, від випадково викликаного ним електричний вибух на своєму столі. Він знову засинає, поки вогонь гаситься. Його доставляють до Спрінґфілдської лікарні, де доктор Гібберт виявляє, що у Гомера нарколепсія — сонна хвороба. Він отримує медичну довіку, за допомогою якої виправдовується від виконання щоденних завдань. Доктор Гібберт зв'язується з Мардж, щоб попросити Гомера взяти ліки.
У черзі в аптеці Гомер скаржиться на очікування черги і засинає на підлозі. Пізніше тієї ночі він повертається додому без будь-яких ліків, і Мардж відчуває запах того, що Гомер випив. Після того, як Мардж скаржиться на Гомера, подружжя погоджується, що їм слід піти до сімейної консультантки з питань шлюбу. Вона каже, що стосунки Гомера і Мардж руйнуються і що найкращий варіант для них — провести певний час нарізно (до цілковитого розлучення, якщо ситуація не покращиться). Мардж, розчарована сплячим Гомером, погоджується і каже йому піти. Гомер збирає валізи та готується піти з сім'ї. Лісу бентежить, чому батько їде. Мардж говорить дітям, що вони з Гомером розлучаються, і вона не впевнена, чи коли-небудь дозволить йому повернутися…
Після того, як Гомер їде, плачучи, він ночує на Спрінґфілдській АЕС. Він сподівається, що Мардж, як завжди, скоро пробачить його, однак від Ленні дізнається, що Мардж змінила статус стосунків у соцмережах на «все складно». Гомер дзвонить Мардж, щоб довести, що все нормально, але голосова пошта повідомляє, що Мардж повернулася до свого дошлюбного прізвища, Був'є.
Відвідавши таверну Мо, Гомер вирушає збирати ліки і знайомиться з фармацевткою-письменницею Кендез. Вона погоджується піти з ним на побачення, і згодом вони ночують разом. Гомер прокидається наступного ранку, переживаючи за свій шлюб із Мардж, і намагається зателефонувати додому, щоб поговорити з нею. Він розмовляє з Сельмою, яка розкриває, що Мардж готується піти на побачення.
Кендез хоче, щоб Гомер зустрівся з її батьком. Вони виходять пообідати. Батько Кендез, Роджер, каже Гомеру не турбуватися про різницю у віці між ним і Кендез, і каже, що сам зустрічається з молодшою жінкою. У цей час остання заходить у ресторан, шокована, бачачи, що Гомер там, у той час, як він і Кендез здивовані, побачивши, що Мардж — та сама дівчина Роджера, і що він проводить час з Бартом, Лісою та Меґґі. Роджер перепрошує в Кендез за те, що не був поруч з нею. Він освідчується Мардж і пропонує їй вийти за нього заміж. Мардж погоджується, після завершення розлучення. Натомість Кендез пропонує Гомеру одружитися з нею, бо вона вагітна від нього…
Гомер прокидається в кабінеті консультантки з питань шлюбу, сидячи поруч з Мардж. Гомер з полегшенням виявляє, що це був лише сон, і вони з Мардж досі разом. Гомер обіцяє спробувати добре поводитись протягом наступного місяця, щоб залишитися з Мардж. В кінці місяця сім'я спостерігає поліпшення стану Гомера, завдяки чому Ліса знову їсть м'ясо, а Меґґі тепер може говорити. Вона співає піню «What a Wonderful World»…
Гомер, спантеличений цим, прокидається у барі поряд з Кендез, яка б'є його пляшкою пива, щоб розбудити. Гомер біжить до свого будинку і бачить, як Роджер зайняв його місце за сімейним обіднім столом. Сім'я виглядає щасливою, і Гомер відходить, схлипуючи. Ліса виходить і втішає батька, але повертається назад, коли Роджер пропонує шахи та поні. Гомер голосно кричить…
Мардж прокидається в ліжку, поряд із Гомером, який хропе. Вона вражена, дізнавшись, що це був лише її сон, і ставить собі питання, чи це щось означало в її шлюбі з Гомером. Вони відвідують консультантку, яка збирається оголосити рішення… Камера намагається розкрити татуювання всієї сцени на спині Ханни Хорват. На запитання її коханого, що означає татуювання, вона відповідає: «більше не напиватися у Брукліні»…

## Виробництво
Під час сцени наркотичної подорожі Гомера і Кендез звучить пісня «Big City (Everybody I Know Can be Found Here)» групи «Spacemen 3». Сценарист серії Дж. Стюарт Бернс вибрав пісню після того, як вирішив, що вона добре підходить для сцени, і був здивований, що пісня не була замінена при редагуванні. Spacemen 3, які часто відхиляли прохання використовувати їх музику на телебаченні, вирішили затвердити прохання, тому що вони також відчували, що пісня добре поєднується зі сценою.

## Ставлення критиків і глядачів
Під час прем'єри переглянули 3,28 млн осіб з рейтингом 1.5, що зробило її найпопулярнішим шоу на каналі «Fox» тієї ночі.
Денніс Перкінс з «The A.V. Club» дав серії оцінку C-, сказавши:
|  | З жодним із [сюжетних пунктів епізоду] немає нічого по суті неправильного. Проблема цієї катастрофічно помилкової прем’єри сезону полягає в тому, що ця серія перешкоджає всім, ілюструючи нинішні слабкі та цинічні тенденції «Сімпсонів», перш ніж викинути все це із низкою змахів руками настільки нетривалих, що зробить весь епізод не лише паршивим, але і повністю несуттєвим. |

Джессі Шедін з «IGN» дав епізоду 4,2/10, заявивши що це — «погано», особливо, якщо порівнювати із прем'єрною серією попереднього сезону
|  | Ця серія була не просто зайвою, вона працювала на хитромудрій логіці… Гірше того, жодна з проблем врешті-решт навіть не мала значення, оскільки все це виявилося однією складною, безглуздою послідовністю снів. |

Згідно з голосуванням на сайті The NoHomers Club більшість фанатів оцінили серію на 1/5 із середньою оцінкою 1,93/5.